# Останній яничар
«Останній Яничар» — історичний телесеріал 2014 року, що оповідає про життя в українському селі та в Туреччині на початку ХХ століття. Фільм знімався в Україні.
Проект був відзнятий як відгалуження (сиквел) до популярного серіалу 2013 року з тими ж персонажами «Поки станиця спить»

## Синопсис
Біда приходить в козачу станицю. Невловимий вершник викрадає станичних дівчат. Хитрий, спритний і нещадний, що не знає страху, не відає ні любові, ні дружби. Він визнає лише одну правду — служіння волі свого господаря. Він легко справляється і з десятками ворогів, і з гаремними інтригами, стійко переносить будь-які негаразди і наклепи. Однак, виявляється, є сили, з якими не в змозі впоратися навіть сталевий характер яничара.

## У ролях
- Олександр Суворов — Альтан Бей яничарів син турецького посла Мустафи, і брат Гюльхана
- Зоряна Марченко — Марися Ханним, а пізніше, Султанова сестра загиблого брата Миколи Дружина Єрмолая, а пізніше кохана Гюльхана і незабаром його дружина, але вагітна від Альтана
- Артем Алексєєв — Сотник Федір
- Ігор Петренко — Єрмолай, що одружився з козачкою Олександрою в 2-му сезоні
- Данило Мірешкін — Іскандер, син султана
- Олексій Тритенко — Гнат
- Армен Джигарханян — Батур
- Анатолій Хостікоєв — Гаврило Петрович
- Галина Безрук — Оксана
- Юрій Бєляєв — Мустафа
- Дар'я Шаповалова — Ольга Рогожина
- Ганна Сагайдачна — Ганна
- Олександр Соколов — Роман
- Олег Москаленко — Осип
- Олександр Мохов — Петро Авер'янович Колеванов
- Теона Дольникова — Зулейка
- Діана Розовлян — Айгуль
- Тетяна Казанцева — Лідія
- Сергій Векслер — Аблимед
- Юлія Рутберг — Деніз мріє про владу
- Антон Макарський — Умар, який був закоханий в Айгюль
- Тарас Цимбалюк — Гюльхан, що незабаром одружується на Марисі.
- Юрій Гребельник — Айдин
- Олеся Жураківська — козачка Любаша
- Володимир Горянський — Тимофій
- Олег Треповский — козак, що знайшов пораненого Єрмолая
- Олег Савкін — доктор Моррісон
- Артем Мяус — Тимоха

## Творча група
- Автори сценарію — Наталія Козловська, Андрій Козловський
- Режисери — Олександр Мохов, Антон Гойда
- Продюсери — Олексій Целіхін, Володимир Дубровін, Валентин Опалєв

## Фільмування
Фільмування серіалу проходили у серпні 2014 року у Київській області та на території Національного історико-культурного заповідника «Качанівка» на Чернігівщині.

## Відгуки
Фінал багатьом видався нелогічним. У мережі можна зустріти масу негативних коментарів щодо завершення тривалої станичної епопеї (варто зауважити, що навіть з часів закінчення «Поки станиця спить» (своєрідною передісторії «Останнього яничара» на ту ж тематику) не було такого ажіотажу.
Також глядачів не влаштувало те, що багато декорації буквально «перетягли» з «Поки станиця спить» в «Останній яничар» за хвіст, а наряди повторювалися серія за серією.
Серіал завершився епізодом, коли Деніз Ефенді розглядає план палацу. Ця сцена не схожа на фінальну, тому можливо буде знято продовження — другий сезон.

## Премії та нагороди
Серіал став одним з трьох фіналістів з проектів номінованих на премію ТЕФІ 2015 року в категорії «Теленовела». Але ТЕФІ дістався серіалу «Останній яничар».
На думку читачів сайту Кіно-театр.ру серіал посів 1-ше місце з 10 найпопулярніших російських серіалів 2015 року.

## Саундтрек
Саундтрек до «Поки станиця спить»: Юта — Коханий Мій
«Останній яничар»: Стас Михайлов — Заборонена Любов